# Bundesdisziplinarhof
Der Bundesdisziplinarhof (BDH) war von 1953 bis 1967 ein oberes Bundesgericht der Verwaltungsgerichtsbarkeit nach Art. 96 Grundgesetz mit Sitz in Berlin. Es war zuständig für Berufungen und Beschwerden in gerichtlichen Disziplinarverfahren der Bundesbeamten.
Der Bundesdisziplinarhof entschied unter anderem über Berufungen gegen Urteile der Bundesdisziplinarkammern. Er bestand aus dem Präsidenten, den Senatspräsidenten, weiteren Bundesrichtern und ehrenamtlichen Richtern (Beamtenbeisitzern). In den Hauptverhandlungen entschied jeder Senat mit drei Berufsrichtern und zwei Beamtenbeisitzern.
Die Amtstracht der Richter bestand aus einer Amtsrobe und einem Barett gemäß der Anordnung des Bundespräsidenten über die Amtstracht bei den Bundesdisziplinargerichten vom 31. März 1953 (BGBl. I S. 122). Die Farbe der Amtstracht war karmesinrot. Der Besatz an der Amtsrobe und am Barett bestand aus Samt. Der Präsident des Disziplinarhofes trug am Barett drei Schnüre in Gold, die Senatspräsidenten zwei Schnüre in Gold und die Bundesrichter zwei karmesinrote Schnüre in Seide.

## Geschichte
Das Gesetz über die Errichtung von Bundesdienststrafgerichten vom 12. November 1951 (BGBl. I S. 883) regelte, dass der Bundesminister des Innern durch Verordnung „Bundesdienststrafkammern“ errichtet sowie ihren Sitz und Bezirk bestimmt. Die in der Reichsdienststrafordnung vom 26. Januar 1937 (Reichsgesetzbl. I S. 71) vorgesehenen Reichsdienststrafhof wurde in Bundesdienststrafhof umbenannt. Mit Gesetz vom 28. November 1952 (BGBl. I S. 749) wurden die Begriffe in Bundesdisziplinarkammern bzw. Bundesdisziplinarhof ersetzt. Zudem erhielt die Reichsdienststrafordnung die Bezeichnung Bundesdisziplinarordnung.
Der Bundesminister des Innern erließ am 5. Januar 1953 (BGBl. I S. 7) die Verordnung über die Errichtung von Bundesdisziplinarkammern. Demnach wurden 13 Kammern mit je einer Geschäftsstelle eingerichtet.
Der Bundesdisziplinarhof wurde zusammen mit dem Bundesverwaltungsgericht am 8. Juni 1953 im Westteil der Stadt Berlin durch den damaligen Bundesminister des Innern, Robert Lehr (CDU), eröffnet. Beide waren anfangs in einem Gebäude untergebracht, aber voneinander unabhängig. Später zog der Bundesdisziplinarhof in das Gebäude Reichpietschufer 72–76 in Berlin, dem Bendlerblock und heute zweiter Dienstsitz des Bundesministeriums der Verteidigung.
Mit der Auflösung des Gerichts 1967 ging dessen Zuständigkeit an das Bundesverwaltungsgericht über.